# گروه اسکومی
گروه اسکومی (انگلیسی: Scomi Group) شرکت خدمات نفتی مالزیایی است، که در سال ۱۹۹۵ تأسیس شد.